# Gretchen Rau
Gretchen Rau (6 de julho de 1939 — 29 de março de 2006) é uma decoradora de arte estadunidense. Venceu, postumamente, o Oscar de melhor direção de arte na edição de 2006 por Memoirs of a Geisha, ao lado de John Myhre.